# كريستيان جونز
كريستيان جونز (بالإنجليزية: Christian Jones)‏ (و. 1991  م) هو لاعب كرة قدم أمريكية، من الولايات المتحدة، ولد في أورلاندو، فلوريدا، يلعب كظهير ‏.

## التعليم
تعلم في Lake Howell High School ‏.